# Grover Klemmer
Grover Klemmer (né le 16 mars 1921 et mort le 23 août 2015) est un athlète américain, spécialiste du 400 mètres.

## Biographie
Le 29 juin 1941, à Philadelphie, Grover Klemmer égale le record du monde du 400 mètres détenu par l'Allemand Rudolf Harbig, dans le temps de 46 s 0. Ce record sera égalé puis battu par le Jamaïcain Herbert McKenley en 1948.
Étudiant à l'Université de Californie, il devient champion des États-Unis du 440 yards en 1940 et 1941.

## Records
| Épreuve | Performance | Lieu         | Date         |
| ------- | ----------- | ------------ | ------------ |
| 400 m   | 46 s 0      | Philadelphie | 29 juin 1941 |